# Jetzt schlägt's 13
Pour plus de détails, voir Fiche technique et Distribution.
Jetzt schlägt's 13 (titre français : Treize heures sonnent) est un film autrichien réalisé par E. W. Emo sorti en 1950.

## Synopsis
Hedy n'est mariée à l'écrivain Mario Jacobis que depuis trois semaines, quand elle en a assez. Lorsque le majordome de longue date Max lui glisse secrètement de supposées lettres d'amour de ses adeptes féminines, elle renvoie Max sur-le-champ. Max doit non seulement dire au revoir à son employeur de longue date, mais aussi au cuisiner Wetti et à la femme de ménage Mizzi, avec qui il entretenait une relation. Comme pour chaque histoire d'amour précédente, il marque également la fin avec Mizzi et Wetti sur l'une de ses fiches avec une croix. Sur toutes les cartes, il a non seulement mis une photo de la bien-aimée, mais aussi un souvenir d'elle et a noté l'heure de la rencontre et la fin de la relation. Max emballe également une paire de couteaux dans ses bagages pour son prochain travail. Hedy demande immédiatement un nouveau majordome au rectuteur Vybiral. L'agent envoie le vieux Ferdinand. Ferdinand Haushofer n'a aucune référence professionnelle, car tous ses employeurs sont décédés pendant son service.
Max et Ferdinand se croisent à l'arrêt de bus local et échangent accidentellement leurs valises. Ferdinand est ensuite emmené sous une pluie battante par le nouvel éditeur de Mario, Michael Ravestyn, dans une voiture jusqu'à la villa. Le système de sonnerie étant tombé en panne à cause de l'orage, les deux hommes montent dans la villa par le balcon. Ils sont d'abord pris pour des cambrioleurs, mais l'erreur est rapidement éclaircie et Ferdinand commence avec diligence son service. Outre le couple et Michael, la meilleure amie d'Hedy, Lizzi, qui vient d'arriver, fait également partie des personnes présentes.
Max lit dans un journal l'histoire d'un meurtrier qui se fait passer pour un domestique et apparaît souvent avec un complice. La photo de l'homme prise de dos fait immédiatement penser à Ferdinand et il prévient Mario par téléphone. Dans la valise de Ferdinand, Max trouve également une bouteille de poison et de nombreux romans policiers aux titres effrayants, il n'a donc plus aucun doute. Ferdinand, en revanche, ne peut pas s'identifier, car son passeport se trouve dans la valise échangée. Dans la valise de Max, il trouve non seulement les cartes avec les dates supposées de décès des femmes, mais aussi le couteau et croit maintenant que Max est un meurtrier. Avec l'aide de Mario, Max se faufile dans la villa et il y a de nombreuses confusions, soupçons et moments de choc. Finalement, Max et Mario parviennent à enfermer les supposés meurtriers Ferdinand et Michael dans leurs chambres. Lorsque Ferdinand, qui veut fuir la villa désormais verrouillée, se fraie un chemin hors de la pièce et s'enfuit vers Michael, Max et Mario renversent les deux hommes, les mettent dans des sacs de farine et les ligotent au sous-sol. Ferdinand et Michael peuvent à nouveau se libérer et finalement renverser Max et Mario, les attacher et appeler la police. Ils fuient alors la maison et emmènent Hedy et Lizzi avec eux, ils veulent les sauver des griffes des criminels, d'autant plus que Michael est depuis longtemps tombé amoureux de Lizzi. Après s'être réveillés d'un évanouissement, Max et Mario, ainsi que le policier Haberzettel, suivent Michael et Ferdinand. Mario retrouve Hedy dans une voiture garée devant une auberge et ils se réconcilient tous les deux. Max et le gendarme affrontent Ferdinand, qui prétend être innocent. En fait, le journal de Max s'avère avoir cinq ans et le meurtrier a depuis longtemps été exécuté. Le couple criminel présumé Michael et Lizzi, qui étaient enfermés dans une pièce voisine, a passé du temps ensemble à s'embrasser et s'est fiancé spontanément. Alors que Max est à nouveau autorisé à travailler comme majordome pour Mario et Hedy, Ferdinand finit par être le nouveau majordome de Michael et Lizzi.

## Fiche technique
- Titre : Jetzt schlägt's 13
- Réalisation : E. W. Emo assisté de Hermann Leitner
- Scénario : Fritz Koselka, Lilian Belmont
- Musique : Bruno Uher
- Direction artistique : Fritz Jüptner-Jonstorff
- Photographie : Helmuth Ashley
- Son : Max Vernooij
- Montage : Hermann Leitner
- Production : Carl Szokoll
- Société de production : Helios-Filmproduktion
- Société de distribution : Sascha Filmverleih
- Pays d'origine :  Autriche
- Langue : allemand
- Format : Noir et blanc - 1,37:1 - Mono - 35 mm
- Genre : Comédie
- Durée : 91 minutes
- Dates de sortie :
  - Autriche : 18 septembre 1950.
  - Allemagne : 22 septembre 1950.
  - Finlande : 11 juillet 1952.
  - France : 1er août 1953[1].
  - Danemark : 13 janvier 1954.

## Distribution
- Theo Lingen : Max, majordome
- Hans Moser : Ferdinand Haushofer, majordome
- Susi Nicoletti : Hedy Jaconis
- Josef Meinrad : Mario Jaconis, écrivain
- Eva Leiter : Lizzi, l'amie de Hedy
- Walter Müller : Michael Ravestyn, directeur d'édition
- Lotte Lang (de) : Wetti, cuisinière
- Gusti Wolf : Mizzi, femme de chambre
- Fritz Imhoff : Vybiral, agent de recrutement
- Hugo Gottschlich : l'inspecteur Haberzettel, gendarme
- Viktor Braun (de) : Mistinger, aubergiste

## Production
Le film est produit dans les studios de Vienne-Schönbrunn et de Vienne Sievering. Les prises de vue en extérieur sont faites à Grinzing.